# Verlag Neuer Staat
Der Verlag Neuer Staat (VNS) entstand aus dem bereits 1918 von Hermann Kalkoff gegründeten Demokratischen Verlag und war personell, politisch und finanziell eng mit der Deutschen Demokratischen Partei (DDP) verbunden. Anfangs ein klassischer Parteiverlag, der Wahlwerbung, eine parteinahe Zeitschrift und Politikerbücher veröffentlichte, wurde der Verlag später zu einem Finanzierungsfonds für DDP-nahe Zeitungen und Presseagenturen. Die drei liberalen Großverlage Ullstein, Mosse und Frankfurter Societät beteiligten sich ab 1923, um ein Gegengewicht zum rechtskonservativen Hugenberg-Konzern zu schaffen.

## 1918–1922 Demokratischer Verlag
Der VNS entstand aus der Firma Demokratischer Verlag (DV), deren Gründung Hermann Kalkoff am 11. Dezember 1918 publik machte. Kalkoff war Generalsekretär der Nationalliberalen Partei gewesen und hatte aus dem Verlagsbetrieb parteinaher Schriften ein privates Verlagsunternehmen geschaffen. Er schloss sich im November 1918 der DDP an. Er unterstützte die neue Partei, indem er in seinem Verlagshaus den DV als Sparte einrichtete. Formal stellte Kalkoff dies vor als Umbenennung der 1906 gegründeten „Schriftenvertriebsstelle der Nationalliberalen Partei Hermann Kalkoff“ zu „Demokratischer Verlag Hermann Kalkoff“. Für den etablierten Verleger Kalkoff blieb der DV ein Nebengeschäft, dessen Programm operativ als Sparte in Kalkoffs älteren Verlagsunternehmen betreut wurde. Die Verlagsadressen waren identisch.

### Verlagsprogramm
Zu Beginn der Republikjahre und in Wahljahren war der DV-Schriftenausstoß unregelmäßig, aber relativ hoch. Die meisten Veröffentlichungen waren eher Hefte als Bücher. Im Dezember 1918 begann der DV mit der Herstellung von Werbeflugschriften, Wahlaufrufen (für bestimmte Gruppen wie Nationalliberale, Jungliberale, Landvolk, Mittelstand, Angestellte und Arbeiter, Beamte, Frauen), Redner- und Argumentationshilfen (z. B. Wie agitiert man zum und am Wahltage?) und weitere Wahlkampfmaterialien.
In der Reihe Schriften für die Wahlbewegung erschien eine frühe Auseinandersetzung mit Gustav Stresemanns konkurrierender rechtsliberaler Parteigründung eine Streitschrift von Johannes Rathje mit dem Titel Deutsche Volkspartei (DVP) oder Deutsche demokratische Partei. DV-Veröffentlichungen dienten auch der praktischen politischen Bildung, um Staatsbürger an republikanische Verfassung, Verfahren und Institutionen heranzuführen. Zu den ersten Titel gehörte etwa die Einführung des Wahlrechtsexperten Hans G. Erdmannsdörffer, Wie steht es mit der Verhältniswahl? Praktische Winke für die Wahlen zur Nationalversammlung.
Von 1920 bis 1929 (Zählung bis Nr. 144) erschienen unregelmäßig Hefte in der Reihe Materialien zur demokratischen Politik.
Ab 1921 wurde der Demokratischer Taschen-Kalender verlegt, zusammengestellt wurde er von DDP-Generalsekretär E. Gustav Kuhle. Im selben Jahr kam, herausgegeben vom Reichsfrauenausschuss der DDP, erstmals der populäre Naumann-Kalender heraus, ein illustrierter Almanach mit Naumann-Zitaten und Essays. Er erschien im VNS jährlich bis 1928.
Zu den Autoren des DV/VNS gehörten zahlreiche prominente liberale Politiker und Publizisten wie Ludwig Bergsträsser, Carl Delius, Bernhard Dernburg, Karl Elling, Anton Erkelenz, Robert Friedberg, Conrad Haußmann, Theodor Heuss, Ferdinand Hoff–Kiel, Reinold Issberner, Robert Jansen, Wilhelm Külz, Herbert Kugelmann, Bruno Lewin, Otto Löffler, Marie Elisabeth Lüders, Rudolf Oeser, Walter Pinner, Alexander Pohlmann, Hugo Preuß, Ludwig Quidde und Gaston Raphaël.
Einige dieser Autoren schrieben auch für Hermann Kalkoffs Reichsverlag und Zeitfragen-Verlag. Dort wurden die längeren, gewichtigeren Bücher veröffentlicht. Autorenprofil, Programme und Marken der drei Verlage waren nicht scharf unterscheidbar.

### ZeitschriftDas Demokratische Deutschland

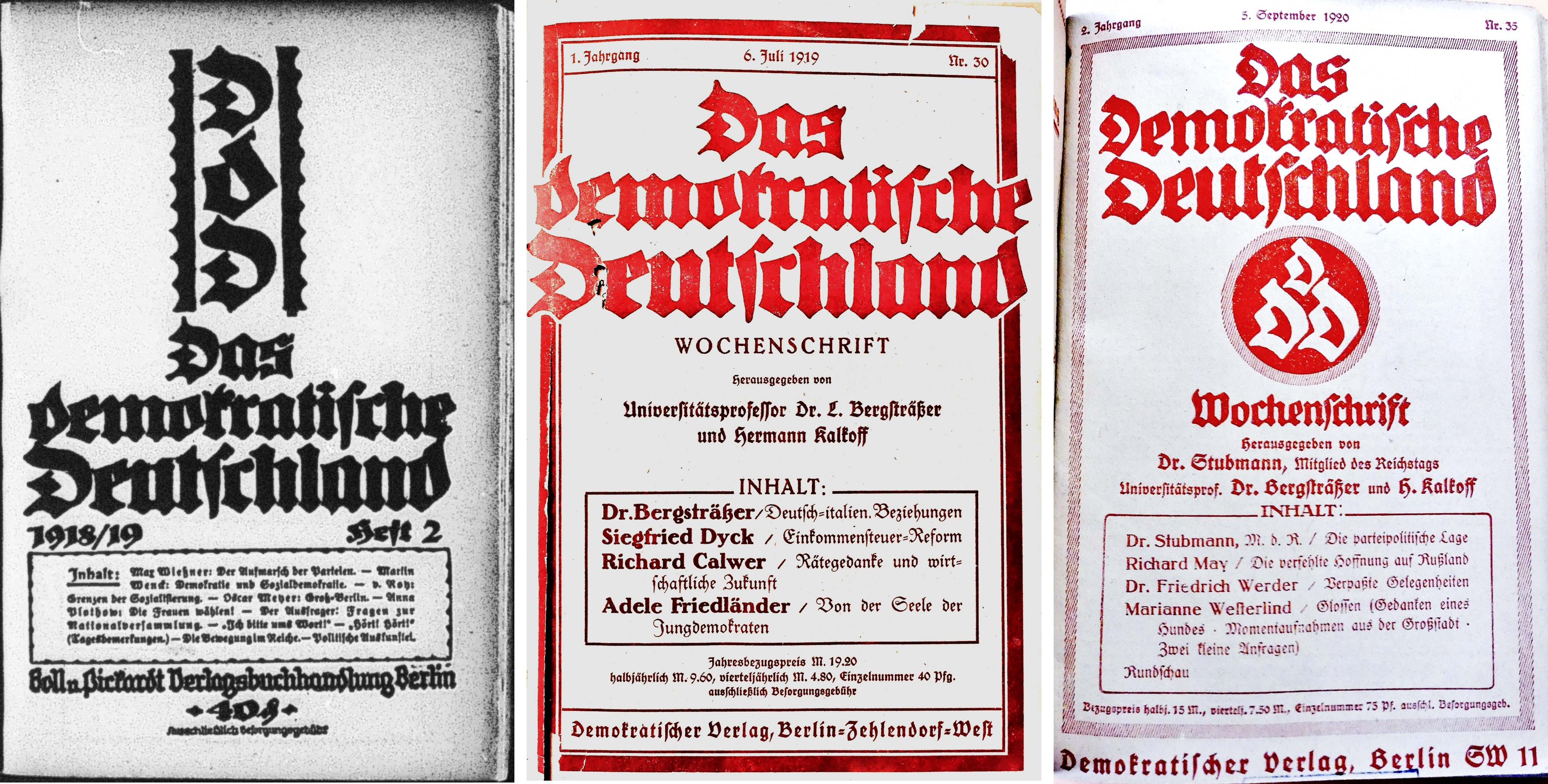
Von Juli 1919 bis Juni 1921 verlegte der Demokratische Verlag Hermann Kalkoff die liberale Zeitschrift Das demokratische Deutschland (DdD), nach Titeländerung Das Demokratische Deutschland (DDD). Kalkoff war 1919–1920 selbst Ko-Herausgeber des Blattes. Gedruckt wurde sie in dieser Zeit bei Ernst Litfaß Erben, Berlin.

Zwei Jahre lang erschien beim DV die vor allem für DDP-Mitglieder gedachte Wochenzeitschrift Das Demokratische Deutschland. Diese erste DDP-nahe Zeitschrift erschien am 14. Dezember 1918, also parallel zur Gründung des DV. Sie erschien aber nicht dort. Offenbar hatte Kalkoff wenig Interesse am Verlegen einer Zeitschrift. Er überließ sie der Berliner Verlagsbuchhandlung Boll und Pickardt (auch: Boll & Pickhardt). Dort blieb sie jedoch nur bis zum Juni 1919, als der Gründungsredakteur Hugo Frenz die Zeitschrift verließ. Die junge Zeitschrift hing in der Luft. Kalkoff sprang mit dem DV als Verleger ein. Er wurde auch Herausgeber. Ko-Herausgeber sowie Schriftleiter wurde der Universitätsprofessor Ludwig Bergsträsser.
Diese Zeitschrift wurde allerdings nicht zum offiziellen Parteiorgan. Die DDP entschied sich 1920 stattdessen für das Konzept des DDP-Vorstands und Journalisten Friedrich Weinhausen, der in seinem Privatverlag Demokratischer Zeitungsdienst GmbH die 14-tägliche Wochenzeitschrift Der Demokrat – Mitteilungen aus der Deutschen Demokratischen Partei im Parteiauftrag redigierte. (Aber nach Weinhausens Tod 1925 beteiligte sich der DV-Nachfolger Verlag Neuer Staat an der Zeitungsdienst GmbH, siehe unten.) Die DDP war kaum in der Lage, das eigene Hausorgan zu unterhalten; Aussicht auf Parteizuschüsse für die konkurrierende DDD bestanden daher nicht. Es musste sich vollständig durch Abonnements und Werbeanzeigen finanzieren.
Im Dezember 1920 legte Kalkoff die Herausgeberschaft nieder. Sein Nachfolger wurde der DDP-Politiker Johann Heinrich Graf von Bernstorff. Im Juli 1921 gab Kalkoff auch das Verlagsrecht wieder ab. Sein Ko-Herausgeber Franz Peter Stubmann aus Hamburg vermittelte den Hamburger Phönix-Verlag (später Frei-Werk-Verlag, Hamburg).

### Geschäftsführung
Kalkoff engagierte sich persönlich vorrangig bei Reichsverlag und Zeitfragenverlag. Für DV und den Nachfolger VNS waren offenbar wechselnde Treuhänder oder Strohmänner als Geschäftsführer eingesetzt, die nur formal bestellt und ins Handelsregister eingetragen wurden. Der Demokratische Verlag war zunächst nur ein Handelsgeschäft bzw. eine Marke von Kalkoffs Verlagshaus, keine im Amtsgerichts-Handelsregister eingetragene Gesellschaft. Er bezog jedoch die Verlagskaufleute und Druckereibesitzer Hugo Düring und Heinrich (Heinz) Gerpott ein. Gerpott und Düring waren im Wesentlichen Druckauftragnehmer Hermann Kalkoffs und produzierten auch zahlreiche DDP-Wahlflugblätter.
Kalkoff übertrug zunächst Düring 1921 die (formale) Leitung des Verlags mit Sitz in der Köthener Straße 35, im selben Häuserblock der DDP-Zentrale und anderer liberaler Organisationen in der Bernburger Straße 18, welche der Verlag von Anfang an oft alternativ als Adresse angab. Unter derselben Adresse führten Gerpott und Düring das 1795 gegründete Druckerei- und Verlagsunternehmen Ernst Litfaß Erben. Sie hatten die Firma des früheren Berliner „Reklamekönigs“ und Erfinders der Litfaßsäule 1919 übernommen. Die Druckerei Ernst Litfaß Erben übernahm die Herstellung von DV-Publikationen, darunter die Zeitschriften Das Demokratische Deutschland (bis Juni 1921) und Der Demokrat (nach 1925). Teilweise traten sie selbst als Verleger von Politikerbüchern auf. Gerpott und Düring waren in diverse Unternehmen der Branche involviert (Verlage, Druckereien, Buchbindereien, aber auch Baufirmen). Offenbar stellten sie sich Geschäftspartnern mehrfach als Treuhänder oder Strohmänner-Geschäftsführer zur Verfügung. Es war in der Verlagsbranche üblich, Eigentümerverhältnisse und Finanzstrukturen zu verschleiern. Inwiefern sie in Kalkoffs Verlagsmanagement operative Aufgaben hatten, ist nicht bekannt.

## 1922–1934 Verlag Neuer Staat

### Medienpolitische Zielsetzung
Kalkoff beteiligte sich an mehreren medienpolitischen Initiativen führender DDP-Politiker, um die DDP-nahe Presse zu unterstützen. So gründete er 1922 mit Hermann Dietrich und Schatzmeister Hermann Fischer die Beteiligungsfirma Reichsverlag AG; außerdem kooperierte mit der von Dietrich mitgelenkten, verdeckt operierenden staatlichen Medienholding Konkordia Literarische Anstalt.
In diesem Kontext ist zu sehen, dass Kalkoff 1922 den DV aus seinem Verlagsverbund herauslöste, um ihn den DDP-Politikern Anton Erkelenz und Richard Frankfurter als Firmenhülle zur Verfügung zu stellen. Der wesentliche Vorteil dieses Vehikels war der Anschein, dass es sich nur um eine Umbenennung handelte, da der Verlag das DV-Schriftenprogramm fortführte. Tatsächlich sollte er völlig neue Zwecke verfolgen.
Im März 1920 war – mit Erkelenz’ Unterstützung – der Deutsche Demokratische Presseverein gegründet worden, um die kleine und mittlere DDP-nahe Provinzpresse durch Beratung und Finanzhilfen zu unterstützen. Er war aber gescheitert und befand sich im November 1921 in Liquidation.
Erkelenz war die treibende Kraft bei dem Projekt, über den VNS liberale Gegenmacht gegen den Hugenberg-Konzern aufzubauen. Sein Partner Frankfurter war medienpolitisch erfahren, da er als Rechtsanwalt für die Filmindustrie arbeitete. Er gehörte wie Erkelenz zum DDP-Vorstand und leitete den Organisationsausschuss der Partei, in dem Presse- und Finanzfragen besprochen wurden.
Als Investoren und strategische Partner rekrutierten Erkelenz und Frankfurter die drei DDP-nahen Großverlage Rudolf Mosse (Berliner Tageblatt, Berliner Volks-Zeitung, Berliner Morgen-Zeitung), Ullstein AG (Vossische Zeitung, B.Z. am Mittag, Berliner Morgenpost, Berliner Abendpost) und Frankfurter Societät (Frankfurter Zeitung). Diese traten nach außen formal nicht in Erscheinung, ihre Mitwirkung war jedoch bald ein offenes Geheimnis.
Bereits 1921/22 wurde an der DDP-Spitze – etwa von Vorstandsmitglied Otto Nuschke, Landtagsabgeordneter und im Hauptberuf im Verlag Mosse Chefredakteur der Berliner Volks-Zeitung – thematisierte, dass das Echo für die DDP außerhalb der Berliner Hauptstadtpresse in der zersplitterten Provinzpresse schnell schwächer wurde. Die Gründe lagen in einem Rechtsruck in der öffentlichen Meinung, im Zeitungssterben der Inflationszeit und dem systematischen Aufkauf schwankender liberaler Blätter durch konservative Investoren mit Geldern der Schwerindustrie.
Im Laufe des für die Zeitungsbranche äußerst krisenhaften Jahres 1922 massierte der Hugenberg-Konzern seinen Einfluss auf kleine und mittlere Zeitungen. Er baute seine Agentur Telegraphen-Union (TU) aus; nachdem die TU schon 1920 die Pressedienste des eigentlich der DDP nahestehenden Rudolf Dammert aufgekauft hatte, gründete er die Wirtschaftsstelle der Provinzpresse (WiPro), die sehr niedrigpreisige Artikel- und Maternkorrespondenzen und weitere Presseservices anbot.

### Geschäftsführung
Kalkoff übertrug den Parteifreunden Erkelenz und Frankfurter sowie seinen Druckern Düring und Gerpott die Verfügungsgewalt über den DV, um per Gesellschaftsvertrag am 31. März und 26. Juli 1922 eine GmbH zu gründen. Düring und Gerpott wurden zu Geschäftsführern bestellt. Das Stammkapital (50.000 Mark) wurde nicht durch Finanzmittel der vier Gesellschafter, sondern nur durch Sachwerte aus dem bisherigen DV aufgebracht. Gerpott und Düring brachten den DV als „ihr“ Handelsgeschäft ein. Erkelenz und Frankfurter brachten die Urheber- und Verlagsrechte aller bisher im DV verlegten DDP-Publikationen.
Von Gerpott und Düring „das von ihnen unter der nicht eingetragenen Firma Demokratischer Verlag Düring und Gerpott betriebene Handelsgeschäft mit Aktiven und Passiven zum angenommenen Wert von 25.000 Mark in Anrechnung auf die Stammeinlage“, und von Erkelenz und Frankfurter „die Urheber- und Verlagsrechte derjenigen Werke, welche von der Deutschen Demokratischen Partei oder ihren Ausschüssen im bisherigen Demokratischen Verlag verlegt worden sind, insbesondere des Naumann-Kalenders. Diese Rechte sind gleichfalls mit 25.000 Mark bewertet und werden auf die Stammeinlage angerechnet.“
Nach außen änderte sich im Handelsregister mehrere Jahre lang sichtbar nichts: Gerpott und Düring blieben Geschäftsführer, die Kapitalhöhe blieb unverändert. 1925 wurden Gerpott und Düring abberufen, ohne dass ihr Hauptunternehmen Ernst Litfaß Erben Druckaufträge des Verlags verlor. Vorübergehend war Kalkoff selbst Geschäftsführer (was unterstreicht, dass er das Unternehmen keineswegs ganz aufgegeben hatte). Im November 1925 schied er aus, statt seiner wurde Franz Carl Mathis bestellt. Er blieb bis März 1927 in der Position.
Mathis, einst in Grünberg (Schlesien) früherer Druckerei- und Verlagsbesitzer aus Grünberg (Schlesien), stellte sich in den Zwanziger Jahren diversen Berliner Unternehmen als Vorstand oder Geschäftsführer zur Verfügung. Das im Handelsregister eingetragene Kapital verdoppelte sich 1926 ohne Angaben von Gründen auf 105.000 Reichsmark.
Im März 1927 übernahm statt Mathis der DDP-Politiker Otto Nuschke die Geschäftsführung. Im Hauptberuf war Otto Nuschke Chefredakteur der DDP-nahen Berliner Volks-Zeitung (1915–1930), die im Verlag von Rudolf Mosse erschien. Er war zugleich DDP-Abgeordneter im Preußischen Landtag (1921–1933). 1930 verließ Nuschke Mosse; er wurde Reichsgeschäftsführer der DDP-Nachfolgerin Deutsche Staatspartei und Chefredakteur der neu gegründeten Parteizeitung Deutscher Aufstieg. Nuschke blieb aber bei der VNS GmbH Geschäftsführer bis zur Auflösung des Unternehmens am 16. Juli 1934 und wurde ihr Liquidator. Im September 1935 war die Firma erloschen.

### Beirat mit Mosse, Ullstein, Societät
Die Mitwirkung der drei DDP-nahen Großverlage wurde – dem Hugenberg-Mitarbeiter Ludwig Bernhard zufolge – am 22. Dezember 1923 vereinbart. Mosse war durch Otto Nuschke (Chefredakteur Berliner Volks-Zeitung), Ullstein durch den Verleger Franz Ullstein und die Frankfurter Societät durch Verleger Kurt Simon vertreten. Dem lettisch-kanadischen Historiker Modris Eksteins zufolge entstand das Projekt eines Darlehens- und Investment-Fonds für die DDP-Presse im Januar 1924, und erst im Jahresverlauf 1924 gelang es Erkelenz, von Mosse, Ullstein und Societät Zusagen für eine finanzielle Mitwirkung zu erhalten.
Um die Geschäftsleitung zu kontrollieren, wurde ein sechsköpfiger Beirat (in der Funktion eines Aufsichtsrats) ernannt, je zur Hälfte von DDP und den drei Großverlagen besetzt. Die DDP benannte ihren Vorsitzenden Erich Koch-Weser, Vize Anton Erkelenz und Schatzmeister Hermann Fischer. Die Verlegersitze nahmen Franz Ullstein, der Mosse-Generalbevollmächtige und Neffe des Rudolf Mosse, Martin Carbe, und Kurt Simon (Societät).
1975 wertete der Historiker Eksteins die Beiratsprotokolle von 1925/26 aus, die im Erkelenz-Nachlass im Bundesarchiv erhalten geblieben sind.

### Zeitungsbeteiligungen
Laut Modris bestand der bei der Gründung beabsichtigte Unternehmenszweck darin, Not leidenden Provinzzeitungen mit Geldzuwendungen und Beratung zu helfen und, wo möglich, geeignete Zeitungsverlage zu kaufen. Diese Aktivitäten des VNS erreichten 1925 einen Höhepunkt, im Mai 1926 wurden sie quasi eingefroren. Stattdessen wurde der VNS 1925/26 zur Finanzierung von zwei Zeitungskorrespondenzen (Presseagenturen bzw. Artikeldiensten) eingesetzt (siehe unten).
Dem DDP-Hauptgeschäftsführer Werner Stephan zufolge waren die Erwartungen in der Partei an den Verlag sehr hoch. Man erwartete sogar den Start neuer DDP-Zeitungen. Beim Breslauer DDP-Parteitag im Dezember 1925 zog er in seinem Organisationsbericht vor den Parteitagsdelegierten eine kritische Bilanz. „Die Hoffnungen, die an die Gründung des Neuen Staates geknüpft worden sind, waren geradezu fantastisch“, sagte er laut Protokoll. Es sei aber aussichtslos, neue Zeitungen zu gründen oder in Schwierigkeiten geratene Zeitungen zu kaufen und selbst weiterzubetreiben. Dafür gebe es keine ausreichenden Finanzmittel.
Laut Modris wurden Darlehen an etwa ein halbes Dutzend kleinere Zeitungen ausgegeben und Minderheitsbeteiligungen bei sechs weiteren Presseverlagen gekauft. Der größte Teil des Geldes ging verloren, als mehrere Zeitungen zusammenbrachen. Der Beirat kam am 4. Mai 1926 zu dem Schluss, dass der VNS nicht genug Kapital aufbringen konnte, um seinen ursprünglichen Zweck zu erfüllen. Es gebe keine Aussicht auf neue Mittel. Im Kontext der allgemeinen Wirtschaftslage gebe es keine willigen Kapitalgeber für den unlukrativen VNS, der nur die Option hatte, in instabile Unternehmen zu investieren; profitable Verlage boten ihm keine Anteile an. Der Beirat entschied, nichts mehr zu investieren und die bisherigen Beteiligungen nun durch einen nebenberuflichen Geschäftsführer managen zu lassen.
An welchen Presseunternehmen sich der Verlag Neuer Staat tatsächlich beteiligte, ist unklar.
Dem Münchner Pressehistoriker Paul Hoser zufolge beteiligte sich der Verlag Neuer Staat 1925 – zeitgleich mit der Imprimatur GmbH, einer DDP-Holding für Parteizeitungen – an der Süddeutsche Verlags-Aktiengesellschaft, Nürnberg, die im Mai 1923 gegründet wurde. Dies stand im Kontext der Neugründung der Nürnberg-Fürther Morgenpresse und Nürnberg-Fürther Abendpresse im Juli 1923 mit dem Gründungschefredakteur Alois Winbauer, nachdem das DDP-Parteiorgan Nürnberger Anzeiger im 66. Jahrgang neben der erdrückenden Konkurrenz des zunehmend rechtsdriftenden Fränkischen Kuriers eingegangen war. Dem Historiker Hermann Hanschel zufolge beteiligte sich der VNS mit nur 22.000 Mark an der Süddeutschen Verlags-AG, die die beiden Zeitungen herausgab und herstellte.
Beim nächsten Hamburger Parteitag im April 1927 berichtete Stephan dem Parteitag, dass der VNS „zwar eine Reihe von in ihrem Bestand bedrohten Zeitungen aufrechterhalten, aber keine Neuerwerbungen vornehmen konnte.“
Im Rückblick (1973) schrieb Stephan, Erkelenz habe als einziger führender Demokrat die Gefahr durch Hugenberg erkannt. „Er hatte den Gegenstoß zu organisieren versucht, war aber schon im frühesten Entwicklungsstadium damit gescheitert.“ Hugenbergs Mitarbeiter Ludwig Bernhard urteilte 1928: „Der Erfolg des Unternehmens war sehr gering, da der Mangel einer einheitlichen Leitung und die divergierenden geschäftlichen Interessen der drei großen demokratischen Verlage es unmöglich machten, mit bedeutenden Mitteln zielbewusst vorzugehen“.
Das entspricht dem Urteil des Historikers Modris Eksteins. Meinungsverschiedenheiten, Rivalität, Skepsis und Apathie hätten das Vorhaben von Anfang an belastet und die Investitionen gebremst. „Die Pläne für den Verlag Neuer Staat waren grandios, der Umfang der Aktivitäten tatsächlich sehr klein.“ Schon die DDP-Politiker waren uneins. Erkelenz, der Initiator, war 1925 wegen einer USA-Reise mehrere Monate abwesend. In dieser Zeit kam es zu Investitionsentscheidungen, die Erkelenz nach seiner Rückkehr als „Geschenke“ an hoffnungslos bankrotte Zeitungen kritisierte. Erkelenz mutmaßte, Hermann Fischer und seine Geschäftsfreunde führen das Unternehmen absichtlich gegen die Wand. Erkelenz (Arbeitnehmerflügel der DDP) und Fischer (Industrieflügel) trugen offenbar in dem Gremium tiefere politische Differenzen aus.
Die Frankfurter Societät habe, so Eksteins, nach ihrer Kapitaleinlage kaum noch eine aktive Rolle gespielt; Verleger Kurt Simon zog sich noch 1925 aus dem Beirat zurück. Die Rivalität Mosse–Ullstein habe jeder Kooperation mit dem VNS enge Grenzen gesetzt. Ullstein sei nur zögerlich beigetreten und blieb zurückhaltend. Franz Ullstein war äußerst verärgert, als er erfuhr, dass die VNS-Geschäftsführung im Sommer/Herbst 1925 nebenbei und ohne Ullstein zu informieren über einen Ankauf der bisher zum Stinnes-Konzern gehörenden Deutschen Allgemeinen Zeitung verhandelte, die Ullstein als Konkurrenz für seine Vossische Zeitung betrachtete. Die DAZ war keine kleine Provinzzeitung, sie war auch eher konservativ. Sie passte also nicht zur Mission. In Industriekreisen war aber bekannt, dass der VNS zu den Kaufinteressenten gehörte.

### Beteiligungen an Pressediensten
Auf dem Breslauer Parteitag im Dezember 1925 betonte DDP-Hauptgeschäftsführer Stephan vor den Delegierten die Alternative zu eigenen Zeitungen: nämlich, dass das „Erstreben von Einfluss auf die Generalanzeigerpresse wichtiger ist als der Versuch, neue Parteiblätter mit großen Kosten zu schaffen. Die Einflussnahme kann natürlich auch von oben gewonnen werden durch Korrespondenzen und Materndienste“. Dafür werde der Demokratische Zeitungsdienst neu gestaltet, er erhalte einen neuen Leiter, und damit würden „gewisse organisatorische Reorganisationen Hand in Hand gehen“.
Neben der Demokratischer Zeitungsdienst GmbH begann der VNS fast zeitgleich ein Startup des früheren Reichspressechefs Carl Spiecker zu unterstützen, die Deutsche Nachrichten- und Korrespondenzgesellschaft mbH (DNKG).

#### Demokratischer Zeitungsdienst
Der Verlag Neuer Staat beteiligte sich 1925 an der Demokratischer Zeitungsdienst GmbH.
Die DDP entschied sich 1920, ihre hauseigene, 1918 entstandene und von Johannes Rathje und Carl Kundel geleitete Demokratische Parteikorrespondenz einzustellen, die Parteistellen gratis, Zeitungen aber gegen Entgelt belieferte und einem scharfen Marktwettbewerb ausgesetzt war. Stattdessen beauftragte sie ein neues Unternehmen des DDP-Politikers und Journalisten Friedrich Weinhausen. Ab November 1920 gab er wöchentlich die Korrespondenz Demokratischer Zeitungsdienst heraus. Außerdem war diese Redaktion zuständig für das offizielle Parteiorgan, die 14-tägliche Wochenzeitschrift Der Demokrat – Mitteilungen aus der Deutschen Demokratischen Partei (1920–1930).
Zur Finanzierung der Firma Demokratischer Zeitungsdienst GmbH stellten DDP-Schatzmeister Hermann Fischer und Richard Frankfurter, Leiter des DDP-Organisationsausschusses, Kontakte zu privaten Investoren her. 49 Prozent der Anteile gehörten Weinhausen selbst. In den politischen Beirat des Dienstes wählte der DDP-Vorstand Ernst Jäckh, Hermann Kalkoff, Robert Jansen, Hermann Fischer, Richard Frankfurter und Eugen Schiffer; Weinhausen berief zusätzlich Gertrud Bäumer, Otto Nuschke und Max Wiessner.
Weinhausen führte die Korrespondenz recht erfolgreich. Im Januar 1925 erweiterte er den Dienst um die Maternkorrespondenz „Neue Berliner Mater“, die kleine Zeitungen mittwochs und freitags mit fertigen Druckvorlagen (ganze Seiten im Berliner Format) belieferte. Als der 58-jährige Weinhausen im August 1925 überraschend starb, sollte der frühere Reichspressechef Carl Spiecker den Auftrag erhalten. Im Frühjahr 1925 hatte er die Deutsche Nachrichten- und Korrespondenzgesellschaft mbH gegründet, in der er den Reichsdienst für die deutsche Presse herausgab. Schatzmeister Hermann Fischer initiierte den Ankauf der 49-Prozent-Anteile von Weinhausens Familie durch den Verlag Neuer Staat und schlug vor, den DZ mit Spieckers Reichsdienst zu „verbinden“. Auf diese Lösung drängten in den DDP-Gremien Verleger Franz Ullstein und Mosse-Generalbevollmächtigter Martin Carbe aus dem VNS-Beirat. Da Spiecker als Regierungssprecher mit den Zeitungen von Ullstein und Mosse eng zusammengearbeitet hatte, hatten sie Spieckers Gründung gefördert. Im DDP-Vorstand stieß der Vorstoß jedoch auf Widerstand, weil Spiecker als prominenter Zentrumsjournalist nicht glaubwürdig DDP-Positionen vertreten könnte. Stattdessen berief man Spieckers früheren Mitarbeiter in der Regierungspressestelle, Karl Brammer, als neuen DZ-Leiter und Herausgeber. Brammer weigerte sich, mit Spiecker zusammenzuarbeiten.
Im November 1925 war Schatzmeister Hermann Fischer zufolge der Ankauf der Weinhausen-Anteile vollzogen. Über eine Verbindung mit Spieckers Reichsdienst musste die Parteispitze um Erich Koch-Weser, Gertrude Bäumer, Anton Erkelenz und Hermann Fischer entscheiden. Er entschied sich dagegen.
Beim Hamburger Parteitag im April 1927 berichtete Stephan dem Parteitag, unter Brammers Leitung habe sich der Demokratische Zeitungsdienst günstig entwickelt, seinen Abonnentenkreis ganz beträchtlich erweitern und seinen Einfluss verstärken können. Doch die Erosion begann bald. Nach 1927 kündigten immer mehr Redaktionen, und mit der Wirtschaftskrise ab 1930 schrumpfte der Kundenkreis rasch. Im Dezember 1932 war die Demokratischer Zeitungsdienst GmbH nicht mehr in der Lage, die Gehälter zu zahlen.
Nach der Auflösung der Deutschen Staatspartei am 28. Juni 1933 wurde die Demokratische Zeitungsdienst GmbH am 6. August 1934 aufgelöst; ihr Liquidator war der bisherige Geschäftsführer Karl Brammer. Im November 1935 war die Firma erloschen.

#### Deutsche Nachrichten- und Korrespondenz-Gesellschaft (DNKG)
Die Deutsche Nachrichten- und Korrespondenz-Gesellschaft mbH (DNKG) mit Sitz in der Jägerstraße 11, Berlin W8, wurde im Mai/Juni/Juli 1925 gegründet. Ihr Geschäftsführer und Redaktionsleiter war Carl Spiecker. Im Juli kündigte er an, einen „parteipolitisch nicht festgelegten und von Wirtschaftseinflüssen unabhängigen Artikel- und Informationsdienst brieflich und telefonisch herauszugeben“.
Sein Reichsdienst der deutschen Presse lieferte vor allem kommentierende und Hintergrundartikel in mehreren politischen Tagesausgaben (Leitartikel, Glossen, Nachrichten, Politische Informationen, Außenpolitische Rundschau), wobei überparteiliche und parteigebundene Zeitungen (liberale und katholisches Zentrum) jeweils passende Sonderdienste beziehen konnten. Der Wirtschaftsdienst hieß Konjunktur-Korrespondenz – Volkstümliche Wirtschaftsberichte. Die Agentur übernahm auch die Berliner Vertretung auswärtiger Zeitungen.
Zu den Redakteuren und Mitarbeitern des Reichsdienstes der deutschen Presse gehörten etwa Heinrich Teipel, Walter Aßmus und Josef Räuscher, kurzzeitig (Juli – November 1925) als Chefredakteur der Abteilung Politik und Feuilleton. Räuscher schied wegen politischer Meinungsverschiedenheiten aus und ging zu seinem früheren Arbeitgeber Berliner Börsen-Courier zurück, bevor er 1926 vom staatlichen Rundfunk an die Spitze der Drahtloser Dienst AG berufen wurde. Chefredakteur wurde stattdessen Wilhelm Vogel. Räuscher und Vogel waren Ende 1924 als leitende Redakteure bei der Korrespondenz, die Hugenbergs TU von Rudolf Dammert gekauft hatte, unter Protest gegen den Rechtsruck ihrer Redaktionen ausgeschieden. Vogel war Leiter des Handelsteils, Räuscher Chefredakteur der politisch neutral gehaltenen, für die Generalanzeigerpresse gedachten Ausgabe „B“ des Berliner Dienstes gewesen. Chefredakteur Vogel wurde anstelle von Spiecker im März 1926 Ko-Geschäftsführer der DNKG mbH.
Die DNKG etablierte sich als Korrespondenz. Richard Lewinsohn (Vossische Zeitung, hier als Fritz Wolter) lobte im März 1926 in der Weltbühne, man werde Spieckers Reichsdienst „nicht mehr völlig ignorieren können“. Aber 1930 urteilte Lewinsohn über den „Versuch“ dieser „republikanischen Gegenorganisation“ und „Gegengründung“ zu Hugenberg, größere Bedeutung hätten Spieckers Korrespondenzen nicht erlangt – im Vergleich zum weit erfolgreicheren DDP-Abgeordneten Hermann Hummel, hinter dem die IG Farben stand, mit seiner Deutscher Provinz-Verlag GmbH (gegründet 1924), deren Maternkorrespondenzen bald verbreiteter waren als die Hugenbergs.
Die DNKG geriet in der Wirtschaftskrise 1929/30 in Finanzprobleme; Subventionen des Staates Preußen retteten sie. Die Enthüllung der verdeckten Rettungsaktion erregte Aufmerksamkeit und scharfe Kritik, zumal der preußische Finanzminister Hermann Höpker-Aschoff (DDP/DStP) sie im Alleingang arrangierte. Die DNKG wurde Ende 1929 zusammen mit dem ebenfalls überschuldete Korrespondenz Presse-Verlag Dr. Rudolf Dammert (umfirmiert Dr. Rudolf Dammert GmbH), mit dem der DNKG in Bürogemeinschaft stand, unter das Dach einer am 1. April 1929 operativen Zentrale Verlags-Gesellschaft GmbH (ZVG) gestellt, deren Gesellschafter der frühere Reichsfinanzminister Peter Reinhold und Höpker-Aschoffs früherer Pressesprecher Hugo Buschmann waren. Durch Schuldenübernahme und Betriebszuschüsse für die Dachgesellschaft wurde von Preußen offenbar eine sechsstellige Summe gezahlt, ohne dass die Unternehmensanteile selbst erworben wurden.
Die Preußische Oberrechnungskammer (Landesrechnungshof) kritisierte bei einer späteren Prüfung, dass 1929 an die ZVG rund 730.000 Mark geflossen waren. Neben der der Dr. Rudolf Dammert GmbH beteiligte sie sich an mehreren Zeitungen und vergab Kredite in Höhe von 1,13 Mio. Reichsmark an DNKG sowie weitere Korrespondenzen und Zeitungen. Ein Jahr später verausgabte die ZVG wieder 847.000 Reichsmark, auch DNKG und Dammert erhielten erneut Kredite. Die Beteiligungen wurden bis 1932 wieder veräußert. Den Großteil der als Darlehen oder Beteiligungen gewährten Geldmittel beurteilte die Kammer als verloren.
Geschäftsführer Wilhelm Vogel wurde im Juli 1930 durch Maria Lins ersetzt. Mit zwei Frauen an der Spitze überstand das Unternehmen die Wirtschaftskrisenjahre bis zum Juli 1933, als Ilse Albrecht und Maria Lins abberufen wurden. Das Management wurde dem Verleger Günther Mossner übertragen. Seine Nichte Hildegard Korff (Korf) erhielt Prokura. Im September 1934 wurde Mossner der weitere Geschäftsführer Adolf Stegemann an die Seite gestellt, vermutlich im Kontext der beginnenden „Arisierung“ der Verlagsbranche im Nationalsozialismus.
Im Oktober 1935 wurde die Firma – nun nur noch eine Hülle – umbenannt in Druckerei- und Vertriebsgesellschaft mbH, der Geschäftsführer Stegemann durch Otto Friedrich Hermann (ein Staatsanwalt im Ruhestand, wahrscheinlich ein Strohmann) ersetzt und Hildegards Korffs Prokura beendet. Vor allem wurde der Geschäftszweck tiefgreifend geändert. Die Firma in der Taubenstraße 48/49 überlebte den Zweiten Weltkrieg und war vor allem im Vertrieb von Zeitschriften tätig, z. B. für die politisch-literarische Ost und West oder technische orientierte Blätter wie Funktechnik oder Funk und Ton Monatshefte für Hochfrequenztechnik u. Elektroakustik. 1945 veröffentlichte der liberale Politiker Karl Mahler in diesem Verlag ein Buch über die Programme der neuen politischen Parteien. Danach trat sie in der politischen Publizistik nicht mehr in Erscheinung.

## Verlagsprogramm

### DDP-Wahlkampfhandbücher im Verlag Neuer Staat
- Anton Erkelenz: Demokratie und Parteiorganisation. VNS, 1922; urn:nbn:de:hebis:30:2-260819.
- Werner Stephan: Parteiorganisation im Wahlkampf. VNS, 1928; DNB (Viewer)

### Verlagswerbung und Ankündigungen
- Gründungsanzeige Demokratischer Verlag, 11. Dezember 1918, und Anzeige Zeitfragen-Verlag Hermann Kalkoff, 11. Dezember 1918. In: Börsenblatt für den deutschen Buchhandel, Nr. 295, 21. Dezember 1918, S. 7415, Anzeigenteil (SLUB Dresden / Börsenblatt digital)
- Beispiel Anzeige, Soeben erschienen: Das schwarz-rot-goldene Parlament 1848/49 von Ludwig Bergsträsser, zur Weimarer Nationalversammlung, Demokratischer Verlag. In: Börsenblatt für den deutschen Buchhandel, Nr. 17, 24. Januar 1919, S. 536, Anzeigenteil (SLUB Dresden / Börsenblatt digital)
- Beispiel Anzeige, Soeben erschienen: Das parlamentarische System von Theodor Vogelstein, Demokratischer Verlag. In: Börsenblatt für den deutschen Buchhandel, Nr. 50, 17. März 1919, S. 1822, Anzeigenteil (SLUB Dresden / Börsenblatt digital)
- Beispiel Anzeige, Politische Neuerscheinungen, Demokratischer Verlag. In: Börsenblatt für den deutschen Buchhandel, Nr. 111, 2. Juni 1919, S. 4714, Anzeigenteil (SLUB Dresden / Börsenblatt digital)
- Übernahme-Anzeige, Das demokratische Deutschland Wochenschrift für deutsche Demokratie, Demokratischer Verlag 1. Juli 1919, in: Börsenblatt für den deutschen Buchhandel Nr. 138, 4. Juli 1919, S. 5976, Anzeigenteil (SLUB Dresden / Börsenblatt digital)
- Beispiel-Anzeige, Flugschriften der Wochenschrift „Das demokratische Deutschland“, Heft 5 und Heft 6, Demokratischer Verlag. In: Börsenblatt für den deutschen Buchhandel, Nr. 230, 20. Oktober 1919, S. 10416, Anzeigenteil (SLUB Dresden / Börsenblatt digital)
- Beispiel-Anzeige, „Zwei Neue Bücher!“ Preuß / Bergsträsser, Verlag Neuer Staat. In: Börsenblatt für den deutschen Buchhandel, Nr. 40, 28. Februar 1923, S. 1756, Anzeigenteil (SLUB Dresden / Börsenblatt digital)

### Titel aus dem Buchprogramm
1918
- Hans Gustav Erdmannsdörffer: Wie ist es mit der Verhältniswahl? Praktische Winke für die Wahlen zur Nationalversammlung

1919
- Ludwig Bergsträsser: Das schwarz-rot-goldene Parlament 1848/339 und sein Verfassungswerk.
- Bernhard Dernburg: Der Weg zum Wirtschaftsfrieden.
- Karl Elling: Völkerbund und Rechtsfriede.
- Robert Friedberg, Conrad Haußmann, Ludwig Quidde: Der Entwurf des Friedensvertrages. Reden.
- Wilhelm Külz: Die Gemeindepolitik der Deutsch-Demokratischen Partei.
- Herbert Kugelmann: Die deutsch-demokratische Jugendbewegung. Ihre Ziele und Bestrebungen. Herausgegeben im Auftrage des 1. Vertretertages der deutschen demokratischen Jugendvereine in Berlin vom 25. bis 27. April 1919.
- Bruno Lewin: Die Aufgaben der Jugend im neuen Deutschland.
- Walter Pinner: Demokratie oder Sozialdemokratie.
- Theodor Vogelstein: Das parlamentarische System.

1920
- Ferdinand Hoff-Kiel: Politische Zeit- und Streitfragen: ein Wort der Aufklärung für die kommenden Wahlen.
- Reinold Issberner: Demokratisches ABC-Buch.
- Robert Jansen: Der Berliner MIlitärputsch und seine politischen Folgen.
- Otto Löffler: Die Ursachen des Zusammenbruchs.
- Otto Löffler. Um unsere Zukunft.

1921
- Anton Erkelenz: Die Aufgaben der Arbeitnehmer im demokratischen Staat. Rede. Schriften des Arbeitnehmerausschusses der Deutschen Demokratischen Partei.
- Reinold Issberner: Aus der Werkstatt der Rechtsbolschewisten.
- Robert Jansen: Die große Koalition in Preußen.
- Robert Jansen: Die Regierungsbildung in Preußen.
- Gaston Raphaël: Walther Rathenau: seine Gedanken und Entwürfe zu einer Wirtschaftsorganisation auf philosophischer und nationalökonomischer Grundlage nebst einer Blütenlese der fundamentalsten Thesen aus seinen gesamten Schriften. [Deutsche Bearbeitung Rudolf Berger]

1922
- Max Bahr: Das Reichsmietengesetz (vom 24. März 1922)
- Rudolf Oeser: Konrad Haußmann: Gedächtnisrede. Gehalten bei der Trauerfeier im Reichstag am 19. März 1922
- Alexander Pohlmann: Steuergesetze des Jahres 1922
- Praktische Richtlinien zur Handhabung des Siedlungsgesetzes. Zusammengestellt nach den für Preußen geltenden Ausführungsbestimmungen und Anweisungen
- Ludwig Quidde: Völkerbund und Demokratie

1923
- Theodor Heuss: Der demokratische Staat und die Volksgemeinschaft. Ein Vortrag

1924
- Anton Erkelenz: Leitfaden für Wahlorganisatoren und Wahlwerber
- Ferdinand Hoff-Kiel: Die Legende vom Dolchstoß. Nach einem Aufsatz des Abgeordneten Hoff-Kiel in der Deutschen Einheit. Materialien zur demokratischen Politik, Nr. 116.

1927
- Wilhelm Külz: Demokratische Gemeindepolitik

1929
- Gustav Stolper: Die wirtschaftlich-soziale Weltanschauung der Demokratie

### Reihe Materialien zur demokratischen Politik
Einige Dutzend Hefte der Reihe sind in der DNB als elektronische Ressourcen verfügbar.
- 1919/20 12 DDP und Reichsregierung – 13 Die Ursachen unserer Niederlage – 14 Schulpolitik in Preußen – 15 Finanzfragen – 16 Bevölkerungspolitik in Preußen – 17 Der Untersuchungsausschuß – 18 Das Reichsnotopfer – 19 Demokratie, evangelische Kirche, Religionsunterricht – Die anderen Parteien – Die Sozialdemokratische Partei – Kommunistische Partei Deutschlands (Spartakusbund) – Bund der Handwerker
- 1921 Der Anteil der Frau an der Rechtsprechung – Die Dolchstoß-Legende – Monarchisten über die Monarchie – Demokratische Reichstagsfraktion und Sozialpolitik – Rede-Disposition II – Lehrerbesoldungsgesetz und DDP – Aus dem Ministerium der öffentlichen Arbeiten
- 1922 101 Die Deutsche Wirtschaftspartei – 102 Beamtenfragen im Preußischen Landtage – 103 Die Kirchenverfassungen der evangelischen Landeskirchen Preussens – 104 Ländliches Siedlungsverfahren – 105 Die preußischen Steuergesetze – 106 Die Auseinandersetzung zwischen dem Preußischen Staat und dem Hohenzollernhaus – 107 Mieterschutz und Wohnungspolitik – 108 Die preußische Verwaltungsreform – 109 Regierungskrise und Reichstagsauflösung – 110 DDP und Landwirtschaft – 110 Die Politik der demokratischen Preussenfraktion: Rede (Walther Schreiber) – 111 Die deutschnationale Volkspartei im Kampf um die Ministersessel – 112 Die Demokratie und die Aufwertung – 114 Deutsche Volkspartei u. Koalitionspolitik – 115 Die Nationalsozialistische Freiheitspartei – 116 Die Legende vom Dolchstoß – 117 Kommunistische Politik und Taktik – 118 Zölle, Preise, Landwirtschaft – 119 Stresemann gegen Ludendorff: Eine neue Widerlegung der Dolchstosslegende – 120 Die Liberale Vereinigung – 121 Schule und Religion – 122 Lehrerbildung und Konfessionalisierung – 123 Die Neuordnung des preussischen höheren Schulwesens – 124 Reichsschulfragen – 125 Der Aufwertungs-Betrug der Deutschnationalen – Beamtenfragen – Rhein und Ruhr – Zentrumspartei – Deutschnationale Volkspartei – Recht und Rechtspflege – Unitarismus und Föderalismus – Die Demokratische Partei und der Beamtenstreik – Sozialisten gegen die Sozialisierung
- 1925 126 Jarres, der Parteikandidat der Rechten
- 1926 Die Tätigkeit der wirtschaftlichen Vereinigung
- 1927 128 Zum Reichsschulgesetzentwurf: Religion und Bekenntnisschule – 129 Die Bedeutung der Provinziallandtags- und Kreistagswahlen – 130 Die Tätigkeit der wirtschaftlichen Vereinigung – 131 Wie die Deutschnationalen regieren! – 132 Die deutsche Wirtschaftspartei
- 1928 134 Die Aufwertungsparteien – 135 Die Zentrumspartei – 133 Die deutsche Wirtschaftspartei – 136 Die Bilanz des Rechtsblocks – 137 Die Deutschnationale Volksparteii – 138 Die Deutsche Volkspartei – 139 Die Sozialdemokratische Partei – 140 Die Nationalsozialisten – 141 Die Demokraten und das neue Besoldungsgesetz – 142 Deutschdemokratische Erfolge in Preußen – 143 Demokratische politische Frauenarbeit – Die Demokraten und das neue Besoldungsgesetz
- 1929 144 Kleinrentner